# Agua segura
Ante la dificultad de poder disponer de agua potable disponible para consumo humano en muchos lugares del planeta, principalmente por motivos de costo, asociados a prioridades de los gobiernos locales, se ha consolidado el concepto de agua segura como la que no contiene bacterias peligrosas, metales tóxicos disueltos, o productos químicos dañinos a la salud, y es por lo tanto considerada segura para beber.
Existen numerosos programas de cooperación internacional cuyo objetivo se centra en divulgar procedimientos fáciles y económicos para obtener agua segura, dirigidos a países en vías de desarrollo.